# Halsten de Suède
Halsten Stenkilsson a été roi de Suède de 1067 à 1070. Il appartient à la maison de Stenkil et règne peu après 1066 sans doute conjointement avec son frère Inge l'Ancien. la date de sa mort est inconnue.  

## Règne
Halsten Ier est le fils aîné du roi Stenkil Ragnvaldson. On ne possède que peu d'information sur les souverains de la Suède de cette époque. Une scholie de l'œuvre d' Adam de Brême, indique qu'il a été élu roi après la mort violente de deux prétendants homonymes Erik Stenkilsson et Erik Hedningen, mais qu'il se trouve dans une position instable. Il semble être clairement chrétien comme son père et son frère, son influence réelle semble avoir été très limité, car Adam rapporte que le christianisme est contesté et que les évêques nommés par  Archevêché de  Brême ne purent même pas se rendre en Suède. Il est déposé peu de temps après à la fin de la décennie 1060 ou au début de la suivante et remplacé par un certain, Anund Gårdske.

## Possible second règne
Il semble avoir ensuite régné avec son frère  Inge comme le laisse supposer une bulle pontificale du pape Grégoire VII de 1081, dans laquelle il se réfère à deux souverains dont les initiales sont   « A » et « I », et qu'il désigne comme rois du  Västergötland (rege wisigothorum). Toutefois le roi « A » peut se référer également à  Håkan le Rouge.
Sa co-régence avec son frère  Inge est également mentionnée dans la Saga de Hervor et du roi Heidrekr (Hervararsaga) Dans la liste royale annexée à la Västgötalagen, il est présenté comme « courtois et enjoué, et chaque fois qu’une affaire lui était soumise, il jugeait merveilleusement et c'est pourquoi la Suède pleura sa mort » Il est le père des futurs rois Philippe Ier et Inge II le Jeune.
La Saga de Hervor et du roi Heidrekr, est l'une des rares sources évoquant les rois de cette époque son récit est le suivant:
| Hallsteinn hét sonr Steinkels konungs, bróðir Inga konungs, er konungr var með Inga konungi, bróður sínum. Synir Hallsteins váru þeir Philippus ok Ingi, er konungdóm tóku í Svíþjóð eptir Inga konung gamla. | Le roi Steinkel eut, outre Inge, un autre fils, Hallstein, qui régna avec son frère. Les fils de Hallstein étaient Philippe et Inge, et ils succédèrent au royaume de Suède après le roi Inge, l'Ancien. |  |

## Sources
- Histoire des archevêques de Hambourg, suivie d'une Description des îles du Nord, texte traduit du latin, annoté et présenté par J-B Brunet-Jailly. Gallimard, collection l'Aube des peuples Paris, 1998  (ISBN 978-2-07-074464-0).
- Régis Boyer (traduite et présentée par), La saga de Hervor et du roi Heidrekr : « Du Roi Ingi Steinkelsson », Paris, Berg International, 1988 (ISBN 978-2900269534), Chapitre XVI.
- (sv) article de Hans Gillingstam,dans Svenskt biografiskt lexikon: Halsten.